# Shinkansen-Baureihe E5
Die Shinkansen-Baureihe E5 (jap. 新幹線E5系電車, Shinkansen E5-kei densha) ist ein japanischer Hochgeschwindigkeitszug des Betreibers JR East. Die Baureihe E5 basiert auf dem Versuchszug FASTECH 360 und wird auf der Tōhoku-Shinkansen und der Hokkaidō-Shinkansen eingesetzt. Die Gestaltung der Kopf- und Endwagen der Baureihe E5 sind besonders stromlinienförmig gestaltet, um insbesondere dem Tunnelknall entgegenzuwirken.

## Geschichte
Die Baureihe E5 wurde direkt aus dem experimentellen Hochgeschwindigkeitszug FASTECH 360 entwickelt. Ziel des Projekts war es, die Züge der Baureihen 200 und E1 zu ersetzen. Nach erfolgreichem Ende des FASTECH 360-Projekts wurde zunächst ein Vorserienzug der Baureihe E5 hergestellt. Der erste Vorserienzug mit der Bezeichnung S11 wurde im Mai 2009 ausgeliefert. Gegenüber dem FASTECH 360 wurde die Fahrzeugnase von 16 auf 15 Meter verkürzt. Die Testfahrten erfolgten überwiegend zwischen Sendai und Kitakami. Im Rahmen dieser Testfahrten erreichte S11 eine Höchstgeschwindigkeit von 320 km/h im Dauerbetrieb. Damit konnte das Vorserienfahrzeug die Anforderungen an eine Serienproduktion erfüllen, so dass inklusive der auf Serienstandard umgerüsteten Vorseriengarnitur 59 Züge in Auftrag gegeben wurden. 

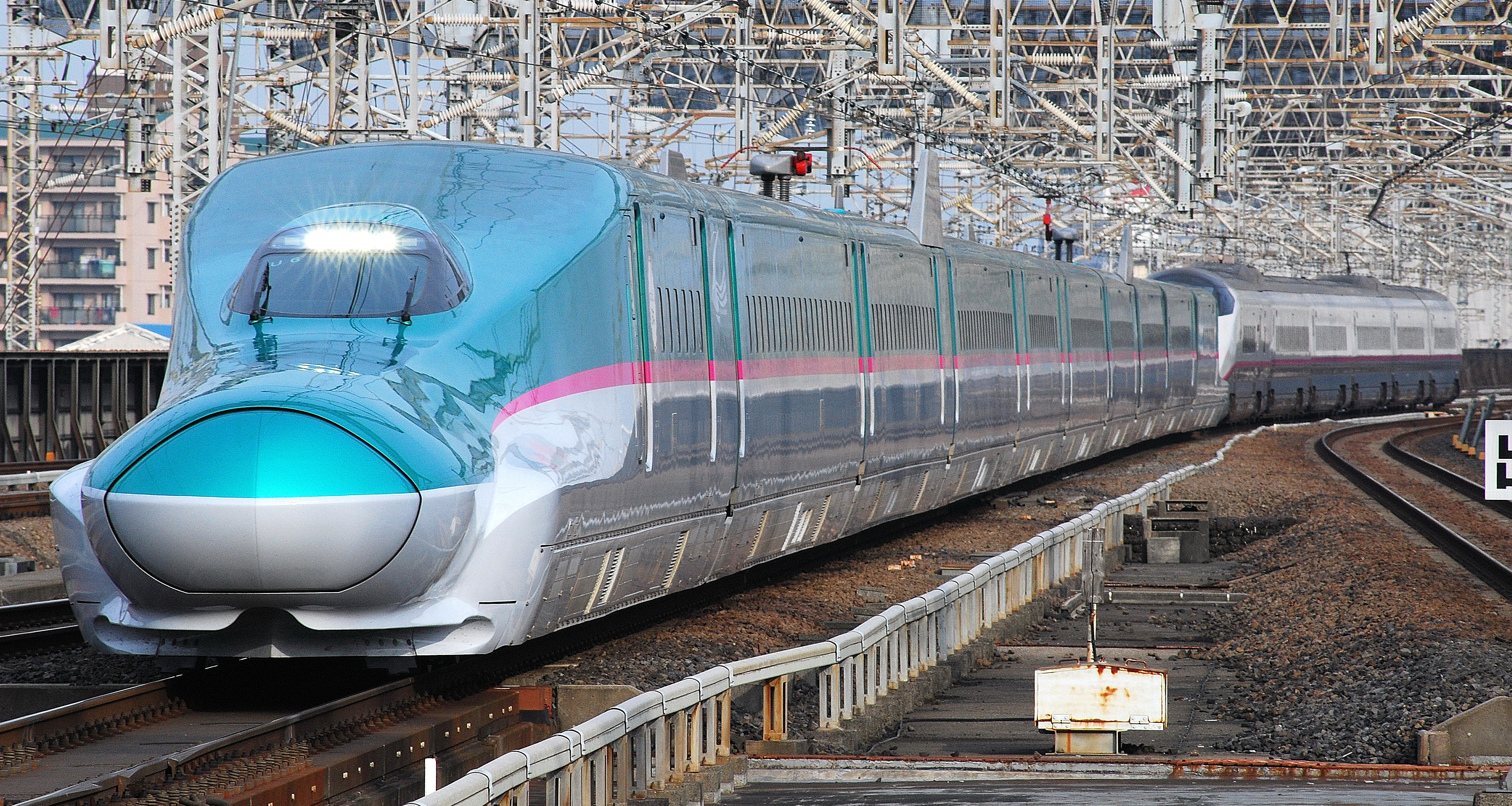
Baureihe E5-Garnitur U6 als Hayate-Verbindung in Traktion mit einem Zug der Baureihe E3

Die ersten drei Serienzüge wurden erstmals am 5. März 2011 zwischen Tokio und Shin-Aomori oder Sendai als Hayabusa-Verbindung im Fahrgastbetrieb eingesetzt. Während auf den Hayate- und Yamabiko-Verbindungen die Höchstgeschwindigkeit der Züge zunächst auf 275 km/h (zwischen Omiya und Utsunomiya auf 240 km/h) begrenzt war, um einen gekuppelten Betrieb mit den Zügen der von der Akita-Shinkansen kommenden Baureihe E3 zu ermöglichen, konnte mit Abschluss der Auslieferung der Baureihe E6 ab Frühjahr 2013 die Höchstgeschwindigkeit auf 320 km/h erhöht werden.

## Einrichtung
Anders als die meisten anderen Shinkansen-Züge hat die E5 drei Klassen: die normal class (2. Klasse), die green class (1. Klasse) und die gran class.

### Die 2. Klasse,normal class
Die 2. Klasse ist die am einfachsten eingerichtete und damit auch die billigste Klasse des Shinkansen E5. Die Stühle haben einen Abstand von 1.040 Millimetern.

### Die 1. Klasse,green class
Die erste Klasse ist luxuriöser als die zweite Klasse. Die 48 Sitzplätze pro Wagen haben einen Abstand von 1.160 Millimetern. Die Sitze sind 475 Millimeter breit.

### Diegran class

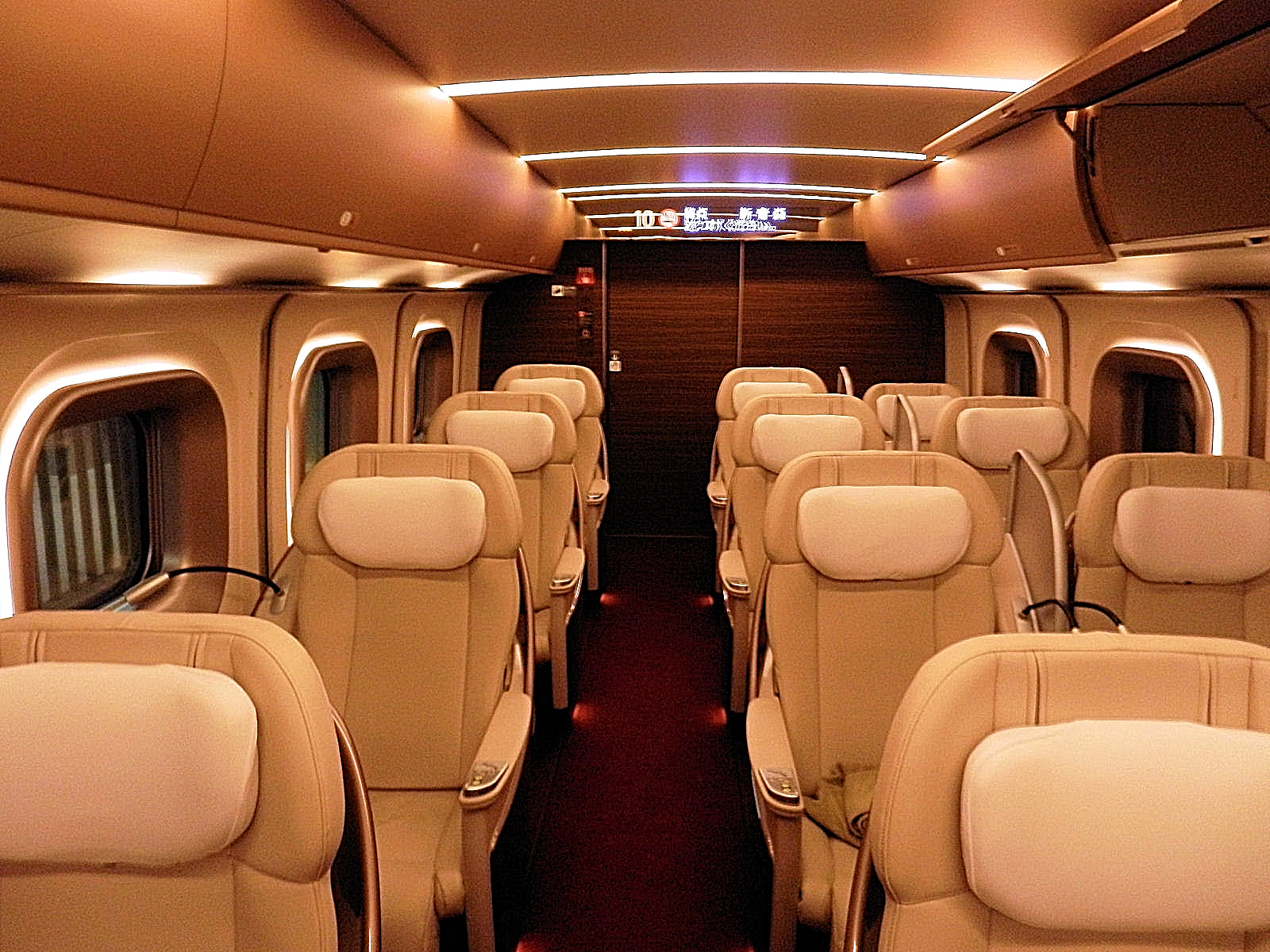
Die gran class der Baureihe E5

Die gran class ist die luxuriöseste und damit auch die teuerste Klasse im Zug. Die Sitze haben einen Abstand von 1.300 Millimetern und eine Breite von 520 Millimetern.

## Technik & Aussehen
Die Shinkansen-Baureihe E5 sieht dem FASTECH 360 äußerlich sehr ähnlich. Die Fahrzeugnase ist um einen Meter auf 15 Meter verkürzt worden. Die obere Hälfte der Züge ist türkis/grün, die untere weiß, in der Mitte verläuft ein pinkfarbener Streifen.

## Flotte
Mit Stand Mai 2021 sind inklusive Vorserienfahrzeug 45 Züge ausgeliefert worden. Die Bestellung umfasst insgesamt 59 Züge. 
| Nummer   | Auslieferung       | Hersteller          | Anmerkungen                                                                                |
| -------- | ------------------ | ------------------- | ------------------------------------------------------------------------------------------ |
| U1 (S11) | 15. Juni 2009      | Hitachi/Kawasaki HI | Vorserienfahrzeug; Im Februar 2013 auf Serienstandard nachgerüstet und als U1 eingeflottet |
| U2       | 13. Dezember 2010  | Kawasaki HI         |                                                                                            |
| U3       | 31. Januar 2011    | Hitachi             |                                                                                            |
| U4       | 18. Februar 2011   | Hitachi             |                                                                                            |
| U5       | 19. August 2011    | Hitachi             |                                                                                            |
| U6       | 27. September 2011 | Kawasaki HI         |                                                                                            |
| U7       | 13. Oktober 2011   | Hitachi             |                                                                                            |
| U8       | 14. November 2011  | Kawasaki HI         |                                                                                            |
| U9       | 5. Dezember 2011   | Kawasaki HI         |                                                                                            |
| U10      | 30. Januar 2012    | Hitachi             |                                                                                            |
| U11      | 17. Februar 2012   | Kawasaki HI         |                                                                                            |
| U12      | 2. April 2012      | Kawasaki HI         |                                                                                            |
| U13      | 26. April 2012     | Hitachi             |                                                                                            |
| U14      | 31. Mai 2012       | Kawasaki HI         |                                                                                            |
| U15      | 11. Juni 2012      | Hitachi             |                                                                                            |
| U16      | 26. Juli 2012      | Hitachi             |                                                                                            |
| U17      | 24. August 2012    | Kawasaki HI         |                                                                                            |
| U18      | 14. September 2012 | Kawasaki HI         |                                                                                            |
| U19      | 12. Oktober 2012   | Kawasaki HI         |                                                                                            |
| U20      | 22. November 2012  | Hitachi             |                                                                                            |
| U21      | 25. Dezember 2012  | Kawasaki HI         |                                                                                            |
| U22      | 31. Januar 2013    | Hitachi             |                                                                                            |
| U23      | 22. Februar 2013   | Kawasaki HI         |                                                                                            |
| U24      | 28. März 2013      | Hitachi             |                                                                                            |
| U25      | 10. April 2013     | Kawasaki HI         |                                                                                            |
| U26      | 30. Mai 2013       | Hitachi             |                                                                                            |
| U27      | 7. Juni 2013       | Kawasaki HI         |                                                                                            |
| U28      | 26. Juli 2013      | Hitachi             |                                                                                            |
| U29      | 7. Dezember 2015   | Kawasaki HI         |                                                                                            |
| U30      | 15. Januar 2016    | Hitachi             |                                                                                            |
| U31      | 1. Februar 2016    | Kawasaki HI         |                                                                                            |
| U32      | 3. Februar 2017    | Hitachi             |                                                                                            |
| U33      | 16. Januar 2017    | Kawasaki HI         |                                                                                            |
| U34      | 13. Oktober 2017   | Hitachi             |                                                                                            |
| U35      | 19. Juli 2017      | Kawasaki HI         |                                                                                            |
| U36      | 25. August 2017    | Kawasaki HI         |                                                                                            |
| U37      | 21. September 2017 | Kawasaki HI         |                                                                                            |
| U38      | 16. Januar 2018    | Kawasaki HI         |                                                                                            |
| U39      | 21. Juli 2018      | Hitachi             |                                                                                            |
| U40      | 11. Januar 2019    | Hitachi             |                                                                                            |
| U41      | 23. März 2018      | Kawasaki HI         |                                                                                            |
| U42      | 4. Februar 2019    | Hitachi             |                                                                                            |
| U43      | 4. März 2019       | Kawasaki HI         |                                                                                            |
| U44      | 29. Mai 2019       | Hitachi             |                                                                                            |
| U45      | 25. Februar 2020   | Hitachi             |                                                                                            |

## Exportversion
Auf der derzeit im Bau befindlichen Schnellfahrstrecke Mumbai–Ahmedabad in Indien werden 25 modifizierte Züge der Baureihe E5 zum Einsatz kommen. Die Fahrzeuge werden auf die klimatischen Bedingungen Indiens angepasst und bestehen aus zehn Wagen mit insgesamt 698 Sitzplätzen in der zweiten sowie 55 Sitzplätzen in der ersten Klasse. Es soll spezielle Toiletten für Männer und Frauen in verschiedenen Wagen geben. Im Dezember 2020 veröffentlichte die Japanische Botschaft in Indien erste Renderings der modifizierten Baureihe E5. Der Auftrag hat ein Volumen von ca. 50 Mrd. Rupien (ca. 560 Mio. €). 